# Urostrophus gallardoi
Urostrophus gallardoi är en ödleart som beskrevs av  Richard Etheridge och WILLIAMS 1991. Urostrophus gallardoi ingår i släktet Urostrophus och familjen Polychrotidae. Inga underarter finns listade i Catalogue of Life. Artepitet i det vetenskapliga namnet hedrar naturforskaren Jose Maria Gallardo som undersökte ödlor av släktet Urostrophus.
Denna ödla förekommer i södra Bolivia, norra Argentina och kanske i angränsande regioner av Paraguay. Den lever i bergstrakter mellan 600 och 1300 meter över havet. Exemplaren vistas i torra skogar och i savannen Gran Chaco. De har insekter som föda. Honor lägger ägg.
Beståndet hotas av skogsröjningar. Hela populationens storlek är okänd. IUCN listar arten med kunskapsbrist (DD).